# Brutalisme
Brutalisme eller 'Nybrutalisme' er et begreb indenfor moderne arkitektur, som blev udmøntet ca. 1950 af den svenske arkitekt, Hans Asplund, og taget op i England fra 1954 til beskrivelse af Le Corbusiers sene arkitektur og de værker af britiske arkitekter, der var påvirket af ham. Brutalismen er en arkitektur, som er kendetegnet ved rene, geometriske bygningsdele, ved brugen af stål, glas og frem for alt en upudset beton, som kendetegnes af ujævnheder og aftryk af forskallingen (béton brût). Brutalismens blomstringstid lå i årene mellem 1953 og 1967, og Smithdon High School i Hunstanton, Norfolk, anses som det første brutalistiske bygningsværk. Det blev tegnet i 1949 og fuldført i 1954 under ledelse af arkitekterne Peter og Alison Smithson.
Brutalismen som arkitektonisk stilart var forbundet med en utopisk, social ideologi, som designerne støttede sig til. Der er meget få eksempler på vellykkede samfund i og mellem de brutalistiske bygninger, og det blev medvirkende til stilartens og ideologiens manglende popularitet.
Især Ludwig Mies van der Rohe og Le Corbusier blev retningsgivende for brutalismen på internationalt plan, mens det i Danmark var arkitektfirmaet Friis og Moltke som blev den væsentligste repræsentant for retningen. Se f.eks. konferencecentret Scanticon Århus (Nu Handelsfagskolens Kursuscenter), Skjoldhøjkollegiet og Hotel Lakolk på Rømø. Også Eva og Nils Koppel producerede brutalistiske huse i samarbejde med Gert Edstrand og Poul Erik Thyrring, f.eks. Schou-Epa-huset ved Nørrebro Station og Panum Instituttet.
Vikingeskibshallen - der huser de fem verdensberømte Skuldelevskibe, blev i 1997 fredet. Dette har givet anledning til debat, eftersom Nybrutalisme ikke af alle anses for kultur som er værd at bevare.
Filminstruktøren Paul Verhoeven valgte i 1990 at optage Sci-Fi klassikeren 'Total Recall' i visse bydele Mexico City præget af byens vækst, eftersom der var mange eksempler på metropol opført i nybrutalisme. Dette gav filmen et særligt futuristisk look som samtidigt var meget dystopisk. Kulisser til opførelse af studieoptageler, blev ligeledes bygget i samme stil.

## Ekstern henvisning
- Wikimedia Commons har flere filer relateret til Brutalisme

| Arkitektur | Spire Denne arkitekturartikel er en spire som bør udbygges. Du er velkommen til at hjælpe Wikipedia ved at udvide den. |